# 유진동
유진동(劉振東, 1908년 6월 10일~미상)은 대한민국의 독립운동가, 의사이다. 임시정부 의정원 의원을 지내기도 했다. 대한민국 임시 정부 주석 김구의 주치의로 한국 광복군 총사령부 군의처장을 지냈다.

## 생애
1908년 6월 10일 평안남도 강서군 함종면 안암리에서 태어났다. 1920년대 중순에 상하이로 가서 동제대학(同濟大學) 의과대학에 입학해 의학을 공부했고, 1928년 동제대학에서 한인학우회(韓人學友會)를 결성하여 서무위원으로 활동하였고 1931년 학우회(學友會) 대표로 상해(上海)에서 열린 한인각단체대표회의(韓人各團體代表會議)에 참석하였으며 1931년부터 1934년까지 흥사단(興士團) 원동위원부(遠東委員部)에 소속되어 활동했다.
1932년 상해한인청년당(上海韓人靑年黨)을 조직하였으며, 1933년에는 한국독립당원이 되었으며 1936년에는 민족혁명당원으로 활동했다. 이 무렵, 그는 김구의 주치의로 발탁되었다. 백범일지에는 유진동에 대해 "상해 학생 시절부터 나를 특별히 따르던 동지"라고 기록되어 있다. 이후 김구를 따라 충칭으로 이동한 그는 1940년경 김구의 중매를 받으며 중국인 간호사였던 강영파(姜暎波)와 결혼했다. 1940년 동생 유평파와 함께 한국 광복군에 입대했으며 광복군사령부의 군의처장(軍醫處長)을 역임했다. 1942년부터 대한민국 임시 의정원(大韓民國 臨時 議政院, 대한민국 임시정부의 의회) 의원(議員)으로 의정활동을 전개하였다.
8.15 광복 후, 김구 등 임시정부 요인들과 함께 1945년 11월 23일 1진으로서 환국하였으나, 이내 상하이로 돌아갔다. 1950년 장쑤성 난징홍십자회 내과 주치의가 되었으나, 임시정부 활동 전력 때문에 중국 공산당 하에서 직장을 잃었다. 1957년 조선민주주의인민공화국 함경북도로 입국하였고, 신병 치료를 위해 평양으로 갔다. 이후의 행적은 알려져 있지 않다. 2007년 8월 15일 대한민국 정부는 유진동에게 건국훈장 애국장을 추서했다.

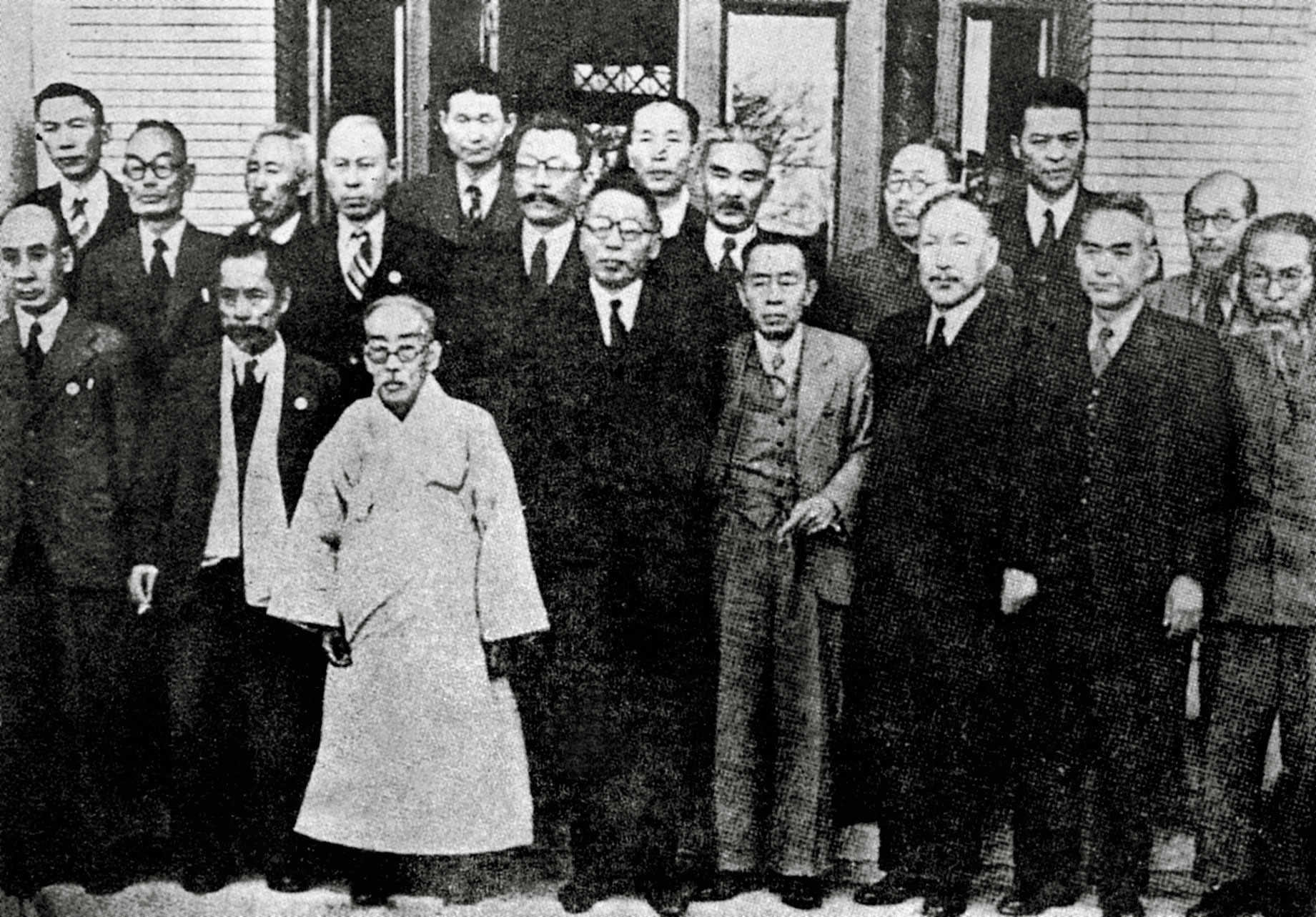
1945년 12월 3일 환국한 대한민국 임시정부 요인들이 경교장에서 국무회의 끝난 후 기념사진.
앞줄 왼쪽부터： 장건상·조완구·이시영·김구·김규식·조소앙·신익희·조성환,
뒷줄 왼쪽부터： 유진동·황학수·성주식·김성숙·김상덕·유림·조경한·김붕준·유동열·김원봉·최동오.

## 서훈
2007년 대한민국 건국훈장 애국장 추서

## 같이 보기
- 김구
- 김규식
- 유평파
- 송정헌

## 참고 문헌
- 朝鮮民族運動年鑑 263면
- 韓國民族運動史料(國會圖書館) 中國篇 689·791·792·767·768·830·884면
- 大韓民國臨時政府議政院文書(國會圖書館) 288·289면
- 大韓民國臨時政府公報 第82號
- 독립운동사자료집(독립운동사편찬위원회) 별집 제3집 142면
- 한국청년전지공작대 환송기념 사진(1939. 11. 17) - 국사편찬위원회